# فرانك وايلاند هيغينز

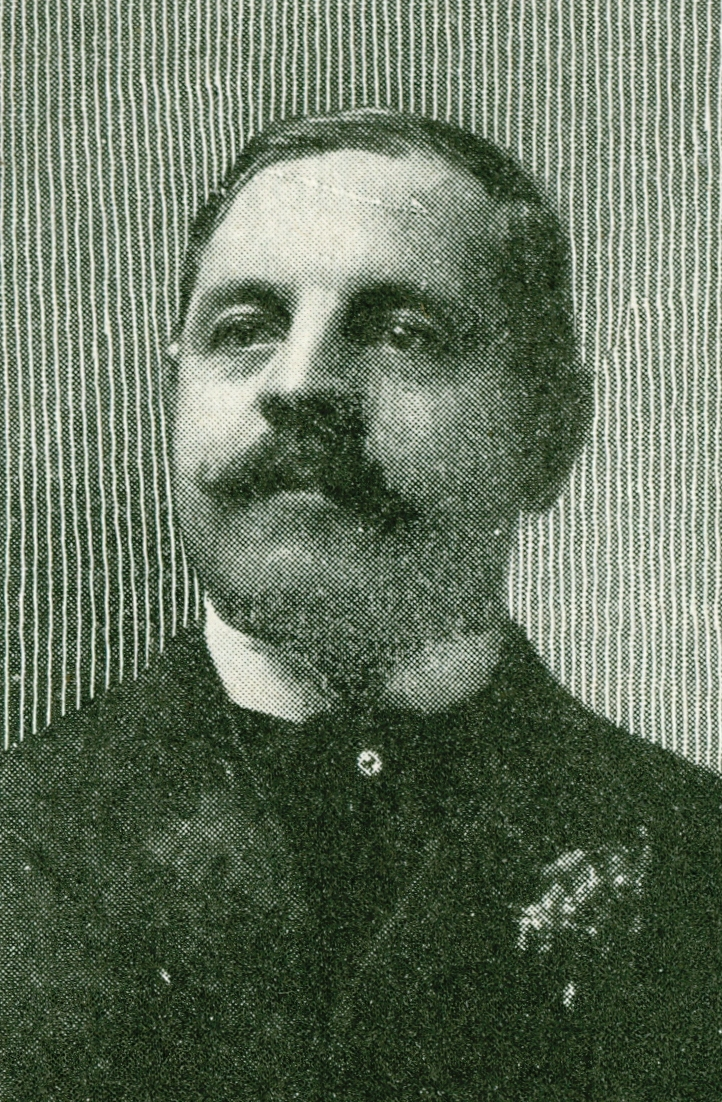
فرانك وايلاند هيغينز

فرانك وايلاند هيغينز (بالإنجليزية Frank Wayland Higgins) وهو سياسي أمريكي ينتمي إلى الحزب الجمهوري. ولد فرانك وايلاند هيغينز في 18 آب - أغسطس من سنة 1856 في ولاية نيويورك. خدم هيغينز في مجلس شيوخ ولاية نيويورك ما بين عامي 1894 إلى عام 1902.شغل هيغينز منصب نائب حاكم على ولاية نيويورك ما بين عامي 1903 إلى عام 1904 وكماشغل هيغينز كذلك منصب الجاكم على ولاية نيويورك من عام 1905 إلى 1906. توفي فرانك وايلاند هيغينز في 12 شباط - فبراير من سنة 1907 في مدينة أولن بولاية نيويورك.